# جاكوب رودريغوس بيريرا
جاكوب رودريغوس بيريرا (بالبرتغالية: Jacob Rodrigues Pereira‏) هو مترجم برتغالي، ولد في 11 أبريل 1715 في بيرلانغا في إسبانيا، وتوفي في 15 سبتمبر 1780 في باريس في فرنسا.